# Погорельцев, Роллан Сергеевич
Роллан Сергеевич Погорельцев (укр. Роллан Сергійович Погорельцев; род. 16 июля 1990, Саки, Крымская область) — украинский и российский футболист, защитник.

## Карьера
Первый тренер — Н. Ю. Ланчак. Футбольную карьеру начинал в симферопольском «ИгроСервисе». В феврале 2010 года перешёл в «Крымтеплицу». Летом этого же года оказался в «Феникс-Ильичёвеце». С 2011 года выступает в «Таврии». В июне 2013 года покинул клуб. Затем выступал за «Карловку».
В апреле 2014 года перешёл в свердловский «Шахтёр». В 2015 году играл в чемпионате Краснодарского края в составе «Анапа» и стал бронзовым призёром. В дебютном матче Премьер-лиги КФС за ТСК забил второй гол в ворота севастопольского СКЧФ. 26 июня 2016 года перешёл в клуб ФНЛ «Нефтехимик» (Нижнекамск). Из-за проблем со статусом Крымских футболистов за клуб был заявлен как украинец. 1 декабря был отзаявлен и покинул клуб. 2 марта был снова заявлен за ТСК-Таврию в Премьер-лиги КФС. В феврале 2018 года перешёл в «Крымтеплицу».